# Såby
Såby er en bebyggelse i den nordlige del af Horsens Kommune. Den er beliggende umiddelbart syd for Yding Skovhøj og få kilometer vest for Ejer Bavnehøj. Nærmeste større by er Østbirk, der er ligger fire km sydvest for Såby.